# Эпик, Лембит
Лембит Эпик (англ. Lembit Öpik; род. 2 марта 1965, Бангор, Северная Ирландия, Великобритания) — британский политик, депутат Палаты общин Великобритании с 1997 по 2010 год от партии «Либеральные демократы», лидер отделения партии в Уэльсе с 2001 по 2007 год.

## Краткая биография
Лембит Эпик родился 2 марта 1965 года в городе Бангор в Северной Ирландии в эстонской семье, эмигрировавшей в Великобританию из Эстонии в 1940-х годах. Его дедушкой был астроном Эрнст Юлиус Эпик, работавший в Арманской обсерватории.
Лембит получил образование в Белфастском королевском академическом институте и Бристольском университете. В 1988 году начал работать в Procter & Gamble, в 1990-е годы занимал различные управленческие должности в области обучения персонала.
В 1991 году Лембит Эпик был избран в Федеральный исполнительный комитет партии «Либеральные демократы». В 1992 году был избран в городской совет Ньюкасла. В дальнейшем, Эпик безуспешно выдвигался в качестве кандидата от Ньюкасла на парламентских выборах 1992 года и от округа Нортумбрия на выборах в Европейский парламент 1994 года.
В парламентских выборах в Великобритании 1997 года Лембит Эпик принимал участие в качестве кандидата от «Либеральных демократов» и прошел в Палату общин. Он сохранил за собой место по итогам парламентских выборов 2001 и 2005 годов, каждый раз добиваясь увеличения процента поданных за него голосов. По итогам парламентских выборов 2010 года он, однако, уступил свое место консерватору Глину Дэвису.
Эпик стал лидером «Уэльских либеральных демократов» (региональное отделение партии «Либеральные демократы») в 2001 году и занимал этот пост до 2007 года. В 2004 и 2008 годах он баллотировался, однако безуспешно, на пост президента партии. Также он потерпел неудачу в попытке стать кандидатом от либеральных демократов на выборах мэра Лондона в 2012 году.
24 июня 2018 года Лембит Эпик был избран председателем парламента «Космического королевства Асгардия» в ходе первой парламентской сессии, состоявшейся в Вене, Австрия. «Рождение новой космической нации Асгардия» было объявлено 12 октября 2016 года на пресс-конференции в Париже, Франция.
Осенью 2018 года сообщалось, что Лембит Эпик рассматривает возможность участия в выборах в Эстонии. Сообщалось, в частности, что им рассматривалась возможность участия как в парламентских, так и в президентских выборах.